# Frank Zane
Frank Zane (Kingston, Pennsylvania, 1942. június 28. –) amerikai testépítő, háromszoros Mr. Olympia, 1999-ben bekerült a Testépítők Nemzetközi Szövetsége hírességeinek csarnokába.

## Élete és pályafutása
Frank Zane-t tinikorában kezdte el érdekelni a testépítés, amikor egy testépítő magazint talált a középiskolai osztályában a szemetesbe dobva.  A helyi YMCA konditermében kezdett el edzeni 14 évesen, amikor is 59 kg volt a testsúlya. 17 éves korára 72,5 kg-ot nyomott. Osztályelsőként érettségizett, majd részleges ösztöndíjat kapott a Wilkes College-ba, ahol természettudományi alapdiplomát szerzett 1964-ben. Matematikát és kémiát is tanított középiskolákban, miközben folyamatosan edzett. Floridába költözvén ismerte meg későbbi feleségét, Christine-t. 1977-ben pszichológia szakon szerzett alapdiplomát, majd 1992-ben mesterdiplomát kísérleti pszichológiából.
1968-ban elnyerte a Testépítők Nemzetközi Szövetsége (IFBB) Mr. America és Mr. Universe címét is, utóbbit Arnold Schwarzenegger ellenében. 1969-ben az IFBB Mr. World cím is az övé lett. Öt Mr. Olympián vett részt, mielőtt 1977-ben győzedelmeskedett, majd kétszer megvédte a címét. Az 1980-as Mr. Olympia előtt otthonában balesetet szenvedett, súlyosan sérült, de így is színpadra állt és harmadik helyet szerzett.
1985-ben feleségével Zane Haven néven Kaliforniában, Palm Springsben nyitott edzőtermet, ma San Diegóban élnek, centrumuk elnevezése pedig Zane Experience. 2003-ban megkapta az Arnold Schwarzenegger Életműdíjat az Arnold Classicon.

## Eredményei
- 1961 Mr. Pennsylvania (17.)
- 1962 Mr. Keystone (összesített győztes)
- 1963 Mr. Keystone (2.)
- 1965 Mr. Sunshine State (összesített győztes)
- 1965 IFBB Mr. Universe (középmagas kategória, 1.)
- 1966 IFBB Mr. America (középmagas kategória, 1.)
- 1967 IFBB Mr. America (középmagas kategória, 1. )
- 1967 IFBB Mr. Universe (magas kategória, 3.)
- 1968 IFBB Mr. America (összesített győztes)
- 1968 IFBB Mr. Universe (összesített győztes)
- 1970 NABBA Mr. Universe (összesített győztes)
- 1971 NABBA Pro Mr. Universe (1., alacsony kategória)
- 1972 NABBA Pro Mr. Universe (összesített győztes)
- 1972 IFBB Mr. Olympia (200 font alatti kategória, 4.)
- 1973 IFBB Mr. Olympia (200 font alatti kategória, nem ért el helyezést)
- 1974 IFBB Mr. Olympia (200 font alatti kategória, 2.)
- 1975 IFBB Mr. Olympia (200 font alatti kategória, 4.)
- 1976 IFBB Mr. Olympia (200 font alatti kategória, 2.)
- 1977 IFBB Mr. Olympia (200 font alatti kategória & összesített győztes)
- 1978 IFBB Mr. Olympia (200 font alatti kategória & összesített győztes)
- 1979 IFBB Mr. Olympia (200 font alatti kategória & összesített győztes)
- 1980 IFBB Mr. Olympia (3.)
- 1982 IFBB Mr. Olympia (2.)
- 1983 IFBB Mr. Olympia (4.)

## Publikációi
- The Zane Way to a Beautiful Body (1979)
- Super Bodies in 12 Weeks (1982)
- Zane Nutrition (1986)
- Fabulously Fit Forever (1992)
- Fabulously Fit Forever Expanded (1996)
- Frank Zane: Mind, Body, Spirit (1997)
- Frank Zane Training Manual (2005)
- The High Def Handbook (2008)
- The Mind in Bodybuilding (2009)
- 91 Day Wonder Body (2016)
- 91 Day Wonder Abs (2017)
- Zane Bodybuilding Manual (2018)

## Fordítás
- Ez a szócikk részben vagy egészben  a   Frank Zane című angol Wikipédia-szócikk fordításán alapul.  Az eredeti cikk szerkesztőit annak laptörténete sorolja fel. Ez a jelzés csupán a megfogalmazás eredetét és a szerzői jogokat jelzi, nem szolgál a cikkben szereplő információk forrásmegjelöléseként.